# Bataille de Raguse (1617)
Guerre de Gradisca 1616-1618
La bataille de Raguse a opposé la république de Venise à la Monarchie espagnole en 1617.

## Contexte
En 1617, surgissent des complications entre l’Espagne et Venise. Après plusieurs opérations, les escadres espagnoles imposent leur domination dans l’Adriatique. Don Francisco de Rivera (es) quitte Messine le 9 novembre à la tête de 15 galions, laissant les galères d’accompagnement au port du fait de l’état avancé de la saison.
Il pénètre dans l’Adriatique, et bien que ses ordres soient de patrouiller dans le détroit d’Otrante, des courants le font dériver vers Raguse, où il arrive le 19. Là, il aperçoit la flotte vénitienne composée de 18 galions, 6 galéasses et 34 galères, commandée par Lorenzo Venier et qui croit sa victoire assurée.

## La bataille
Le 21, les navires vénitiens forment une demi-lune, s’approchant des Espagnols, mais l’obscurité tombant empêche le combat. La situation des Espagnols est mauvaise, puisque mise à part leur infériorité numérique, le vent tombe complètement, et leurs navires sont séparés sans pouvoir se protéger les uns les autres. Dans cette situation, les galères vénitiennes auraient pu faire d'importants dégâts, en attaquant, ou en remorquant leurs galions vers les Espagnols immobiles. Mais Venier ne voulut pas se risquer dans un combat nocturne. À l’aube, les Vénitiens se mettent en mouvement, et un vent d’est se lève qui les favorise, mais permet aussi aux Espagnols de reformer leur ligne. Décidé à passer à la contre-attaque, Rivera, à bord d’un galion de 68 canons, se lance contre l’ennemi toujours formé en demi-lune et avec les galères et galions mélangés et se dérangeant mutuellement. Pendant un moment, il semble que le navire amiral espagnol va être encerclé, mais toute la ligne espagnole l’appuya immédiatement ouvrant un feu très vif et précis sur les Vénitiens déconcertés, dont beaucoup de galions sont remorqués par les galères et ne peuvent pas répondre au feu. La confusion est immense, les galères doivent lâcher les câbles et virer, et les galions tourner pour présenter leurs flancs. C’est dans cet embouteillage de navires, qui peuvent à peine se défendre, que tombe le feu espagnol. Les Vénitiens ne se décident pas non plus à passer à l’abordage, car ils savent qu’à bord des galions espagnols, il y avait la redoutable infanterie embarquée des Tercios, ils se résolurent alors à une lente retraite. Les Espagnols ne pouvaient pas s’approcher beaucoup plus non plus du fait des vents contraires. L’action se résuma à une violente canonnade avec un net avantage espagnol.

## Conséquences
Les Vénitiens déplorent la perte de 4 galères coulées et un grand nombre endommagées. Le galion amiral « San Marcos » est très endommagé et doit être remorqué. Ils souffrent la perte de 4 000 hommes pour 300 Espagnols.
Rivera poursuit la flotte ennemie en pleine retraite pour achever de la détruire. Une violente tempête le contraint à renoncer à son projet. Les Espagnols se réfugient à Brindisi et les Vénitiens à Manfredonia. Les navires vénitiens les plus endommagés supportent très mal la tempête, et 13 galères et une galéasse sombrent, entrainant la perte de 2 000 hommes de plus.